# SideOneDummy Records
SideOneDummy Records é uma gravadora independente com sede em Los Angeles que se concentra em punk e gêneros relacionados. Fundada em 1995 por Joe Sib e Bill Armstrong, que continua a executar hoje em dia, tem construído uma reputação de seu grupo diversificado de artistas que vão de Ska a celtic punk. Em 2011, começou The Complete Control Sessions, uma série de gravações ao vivo de bandas punk.

## Lista atual
- 7 Seconds
- Anti-Flag
- Audra Mae
- Big D and the Kids Table
- The Black Pacific
- The Briggs
- Broadway Calls
- The Casualties
- The Dan Band
- Dusty Rhodes and the River Band
- Fake Problems
- The Gaslight Anthem
- Go Betty Go
- Goldfinger
- Flabbenglasted
- Chuck Ragan
- Nathen Maxwell & The Original Bunny Gang[2]
- Reverend Peyton's Big Damn Band
- Title Fight
- VCR
- Wax
- The Sounds
- MynameisZamila
- Brothers of Brazil

### Ex-artistas
- American Eyes
- Avoid One Thing (entrou em hiato em 2005)
- The Greg Kates Band (acabou em  2008)
- Gogol Bordello (assinou contrato com a American Recordings em 2010)
- Flogging Molly (começou sua própria gravadora Borstal Beat Records em 2011)
- Kill Your Idols (acabou em 2007)
- Maxeen (assinou contrato com a Warner Bros. Records em 2004 e acabou em 2008)
- The Mighty Mighty Bosstones (voltou à Big Rig Records)
- MxPx (voltou à Tooth & Nail Records para a versão 2001 do Secret Weapon)
- One Man Army (acabou em 2005)
- Piebald (dissolvia em agosto de 2007)
- PUP (mudou de gravadora)
- Slick Shoes (acabou)
- The Suicide Machines (acabou em 2006)
- Bedouin Soundclash (assinou com Pirates Blend para o seu álbum de 2010, Light the Horizon)
- Zox (entrou em hiato em 2008)

## Warped Tour
Todos os anos desde 1998, SideOne lançou um CD de compilação de forma a coincidir com o relatório anual Warped Tour.